# محمدرضا شرف‌الدین
محمدرضا شرف‌الدین از سینماگران و تهیه‌کنندگان ایرانی و تا اوایل سال ۱۳۹۴رئیس انجمن سینمای دفاع مقدس بود.

## زندگی‌نامه
متولد ۱۳۳۷ اصفهان است و فارغ‌التحصیل رشته عکاسی از دانشگاه تهران. شروع فعالیتش در سینما با جلوه‌ای ویژه فیلم تشکیلات «منوچهر مصیری ـ ۱۳۶۵» بود.
برای کانی مانگا (۱۳۶۶)، انسان و اسلحه (۱۳۶۷) ـ این یکی به‌طور مشترک ـ هور در آتش (۱۳۷۰)، کیمیا (۱۳۷۳)، پرواز خاموش(۱۳۷۷)، قارچ سمی (۱۳۸۰)، سیمرغ بلورین بهترین جلوه‌های ویژه جشنواره فیلم فجر را گرفت.

## فیلم‌شناسی

### تهیه‌کننده
- ۱ - سه و نیم (۱۳۸۹)
- ۲ - چوب خط (۱۳۸۷)
- ۳ - فرزند صبح (۱۳۸۷)
- ۴ - آن سه (۱۳۸۵)
- ۵ - باد به دستان (۱۳۸۲)
- ۶ - بالای شهر پایین شهر (۱۳۸۰)
- ۷ - بی همتا (۱۳۸۰)
- ۸ - پرنده باز کوچک (۱۳۸۰)
- ۹ - نوروز (۱۳۸۰)

### مسئول جلوه‌های ویژه
1. مزرعه پدری (۱۳۸۲)
2. زندانی ۷۰۷ (۱۳۸۰)
3. چشم عقاب (۱۳۷۷)
4. زخمی (۱۳۷۶)
5. عقرب (۱۳۷۵)
6. آخرین مرحله (۱۳۷۴)
7. گروگان (۱۳۷۴)
8. التهاب (۱۳۷۳)
9. قافله (۱۳۷۰)

### جلوه‌های ویژه
- ۱ - مزرعه پدری (۱۳۸۲)
- ۲ - قارچ سمی (۱۳۸۰)
- ۳ - پرواز خاموش (۱۳۷۷)
- ۴ - دختری با کفشهای کتانی (۱۳۷۷)
- ۵ - سیب سرخ حوا (۱۳۷۷)
- ۶ - فریاد (۱۳۷۷)
- ۷ - توفان شن (۱۳۷۵)
- ۸ - فصل پنجم (۱۳۷۵)
- ۹ - دکل (۱۳۷۴)
- ۱۰ - ستارگان خاک (۱۳۷۳)
- ۱۱ - کیمیا (۱۳۷۳)
- ۱۲ - مرد پنجم (۱۳۷۳)
- ۱۳ - مروارید سیاه (۱۳۷۳)
- ۱۴ - نیش (۱۳۷۳)
- ۱۵ - پاییز بلند (۱۳۷۲)
- ۱۶ - جای امن (۱۳۷۲)
- ۱۷ - ضربه طوفان (۱۳۷۲)
- ۱۸ - افعی (۱۳۷۱)
- ۱۹ - تونل (۱۳۷۱)
- ۲۰ - حماسه مجنون (۱۳۷۱)
- ۲۱ - طعمه (۱۳۷۱)
- ۲۲ - قافله (۱۳۷۱)
- ۲۳ - قربانی (۱۳۷۱)
- ۲۴ - نصف جهان (۱۳۷۱)
- ۲۵ - ردپای گرگ (۱۳۷۰)
- ۲۶ - شانس زندگی (۱۳۷۰)
- ۲۷ - شهر در دست بچه‌ها (۱۳۷۰)
- ۲۸ - هور در آتش (۱۳۷۰)
- ۲۹ - بازگشت قهرمان (۱۳۶۹)
- ۳۰ - تعقیب سایه‌ها (۱۳۶۹)
- ۳۱ - تیغ آفتاب (۱۳۶۹)
- ۳۲ - در مسلخ عشق (۱۳۶۹)
- ۳۳ - فرماندار (۱۳۶۹)
- ۳۴ - گروهبان (۱۳۶۹)
- ۳۵ - الماس بنفش (۱۳۶۸)
- ۳۶ - تا مرز دیدار (۱۳۶۸)
- ۳۷ - دستمزد (۱۳۶۸)
- ۳۸ - دل نمک (۱۳۶۸)
- ۳۹ - دندان مار (۱۳۶۸)
- ۴۰ - قلب کوچک ایمان (۱۳۶۸)
- ۴۱ - وسوسه (۱۳۶۸)
- ۴۲ - انسان و اسلحه (۱۳۶۷)
- ۴۳ - سلام سرزمین من (۱۳۶۷)
- ۴۴ - عروسی خوبان (۱۳۶۷)
- ۴۵ - خانه‌ای مثل شهر (۱۳۶۶)
- ۴۶ - کانی مانگا (۱۳۶۶)
- ۴۷ - کمینگاه (۱۳۶۶)
- ۴۸ - تشکیلات (۱۳۶۵)
- ۴۹ - جدال در تاسوکی (۱۳۶۵)

### افکت
- ۱ - عروسی خوبان (۱۳۶۷)
- ۲ - کانی مانگا (۱۳۶۶)

### عکس
- ۱ - تونل (۱۳۷۱)

### ساخت ماکت
- ۱ - زندانی ۷۰۷ (۱۳۸۰)

### مجری طرح
- ۱ - زندانی ۷۰۷ (۱۳۸۰)

### سرمایه‌گذار
- زندانی ۷۰۷ (۱۳۸۰)
- شوخی (۱۳۷۸)

### بازیگر
- آخرین مرحله (۱۳۷۴)

### با تشکر از
- دوئل (۱۳۸۲)
- چشم عقاب (۱۳۷۷)